# Eremochrysa altilis
Eremochrysa altilis är en insektsart som beskrevs av Banks 1950. Eremochrysa altilis ingår i släktet Eremochrysa och familjen guldögonsländor. Inga underarter finns listade i Catalogue of Life.